# 纳木扎勒 (和硕特)
纳木扎勒（？—1710年），清朝卫拉特蒙古和硕特部台吉。
号额尔德尼，博尔济吉特氏，固始汗曾孙，祖父鄂木布，墨尔根台吉之子，康熙三十五年（1696年）袭号土谢图岱青。次年，随叔祖父达什巴图尔进北京朝见康熙帝 ，授予多罗贝勒。四十一年（1702年），因为牧地缺乏水草多疾病，请求朝廷准许他们迁居到打草滩。没有获准。康熙四十九年（1710年），死后儿子罗卜藏察罕继位。